# Comuna Ciceu-Giurgești, Bistrița-Năsăud
Ciceu-Giurgești (în maghiară: Csicsógyörgyfalva, în germană: Gergersdorf) este o comună în județul Bistrița-Năsăud, Transilvania, România, formată din satele Ciceu-Giurgești (reședința) și Dumbrăveni.
Comună reorganizată prin Legea Nr.530 din 23 septembrie 2002.

## Demografie
Componența etnică a comunei Ciceu-Giurgești
     Români (91,46%)
     Romi (3,6%)
     Alte etnii (4,94%)
Componența confesională a comunei Ciceu-Giurgești
     Ortodocși (85,69%)
     Baptiști (6,37%)
     Alte religii (2,85%)
     Necunoscută (5,09%)
Conform recensământului efectuat în 2021, populația comunei Ciceu-Giurgești se ridică la 1.335 de locuitori, în scădere față de recensământul anterior din 2011, când fuseseră înregistrați 1.505 locuitori. Majoritatea locuitorilor sunt români (91,46%), cu o minoritate de romi (3,6%). Din punct de vedere confesional, majoritatea locuitorilor sunt ortodocși (85,69%), cu o minoritate de baptiști (6,37%), iar pentru 5,09% nu se cunoaște apartenența confesională.

## Politică și administrație
Comuna Ciceu-Giurgești este administrată de un primar și un consiliu local compus din 9 consilieri. Primarul, Vasile Iuga[*], de la Partidul Social Democrat, este în funcție din 2016. Începând cu alegerile locale din 2024, consiliul local are următoarea componență pe partide politice:
|  | Partid                          | Consilieri | Componența Consiliului | Componența Consiliului | Componența Consiliului |
|  | ------------------------------- | ---------- | ---------------------- | ---------------------- | ---------------------- |
|  | Partidul Național Liberal       | 3          |                        |                        |                        |
|  | Partidul Social Democrat        | 3          |                        |                        |                        |
|  | Partidul Ecologist Român        | 1          |                        |                        |                        |
|  | Alianța pentru Unirea Românilor | 1          |                        |                        |                        |
|  | Alianța Dreapta Unită           | 1          |                        |                        |                        |

## Atracții turistice
- Cetatea săsească Ciceu, atestată documentar din secolul al XIII-lea
- Monumentul Eroilor din satul Ciceu-Giurgești

## Personalități
- Dorel Banabic (n. 1956), inginer, membru titular al Academiei Române.

## Imagini

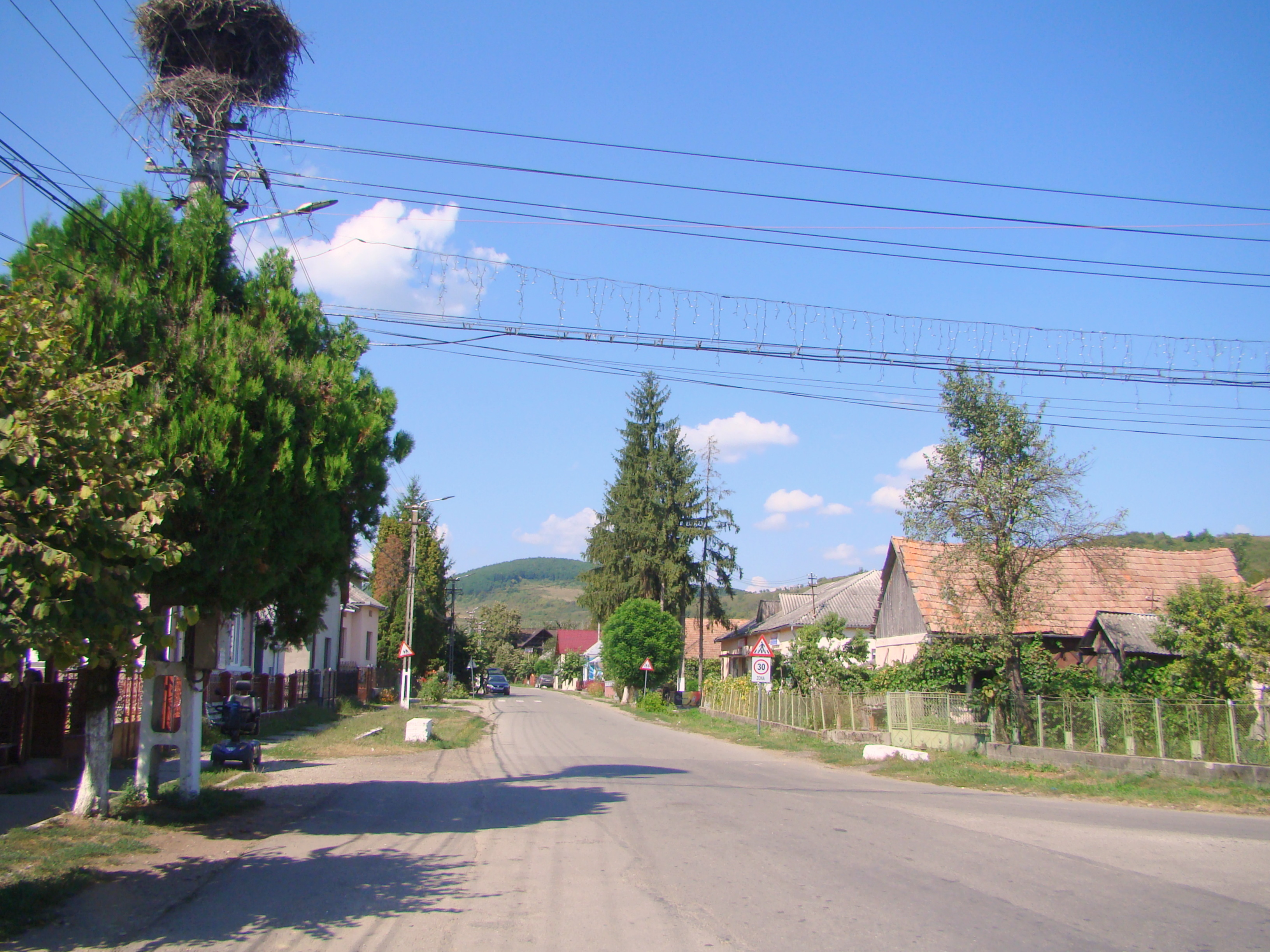
Ciceu-Giurgești
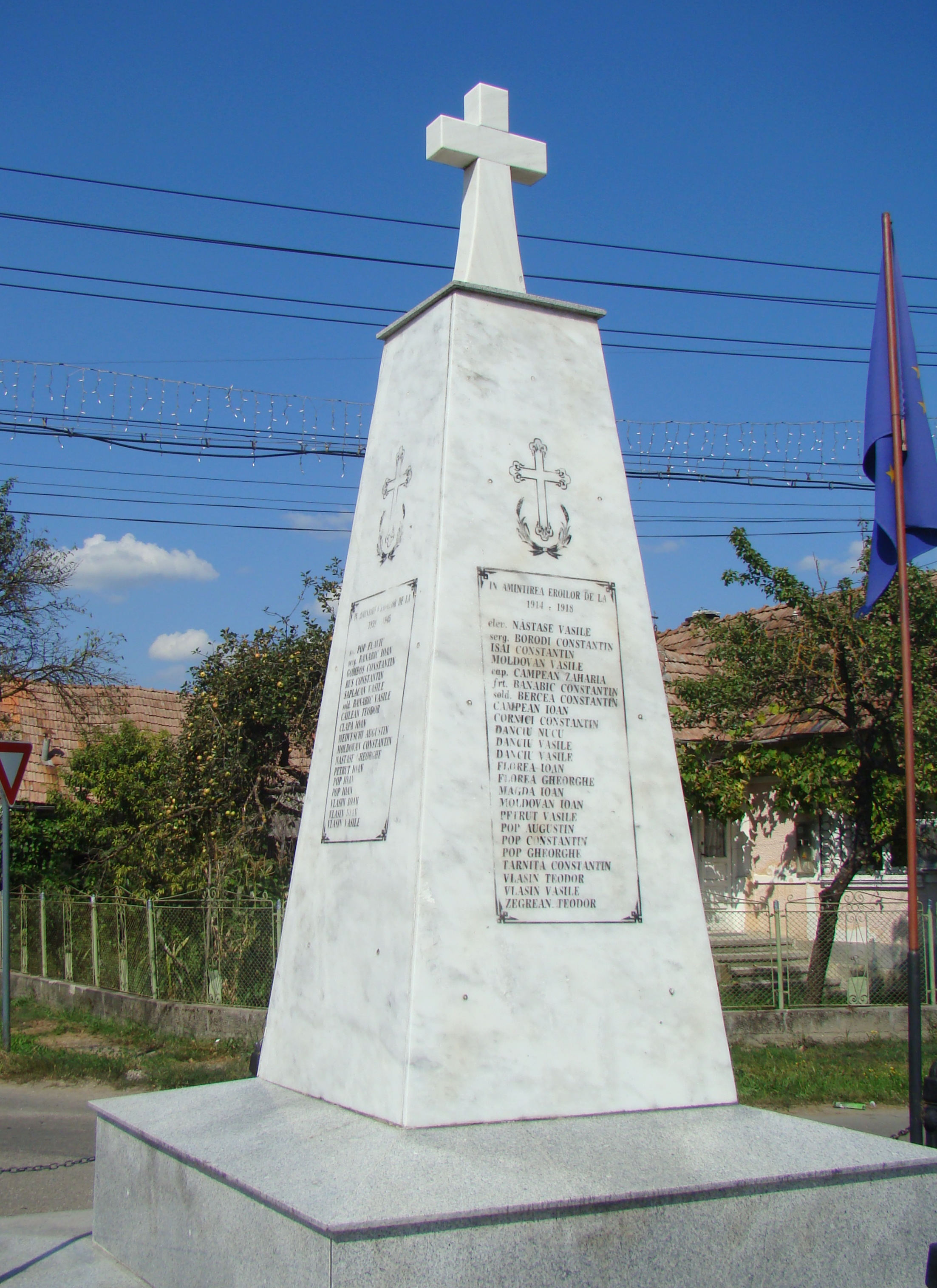
Monumentul eroilor
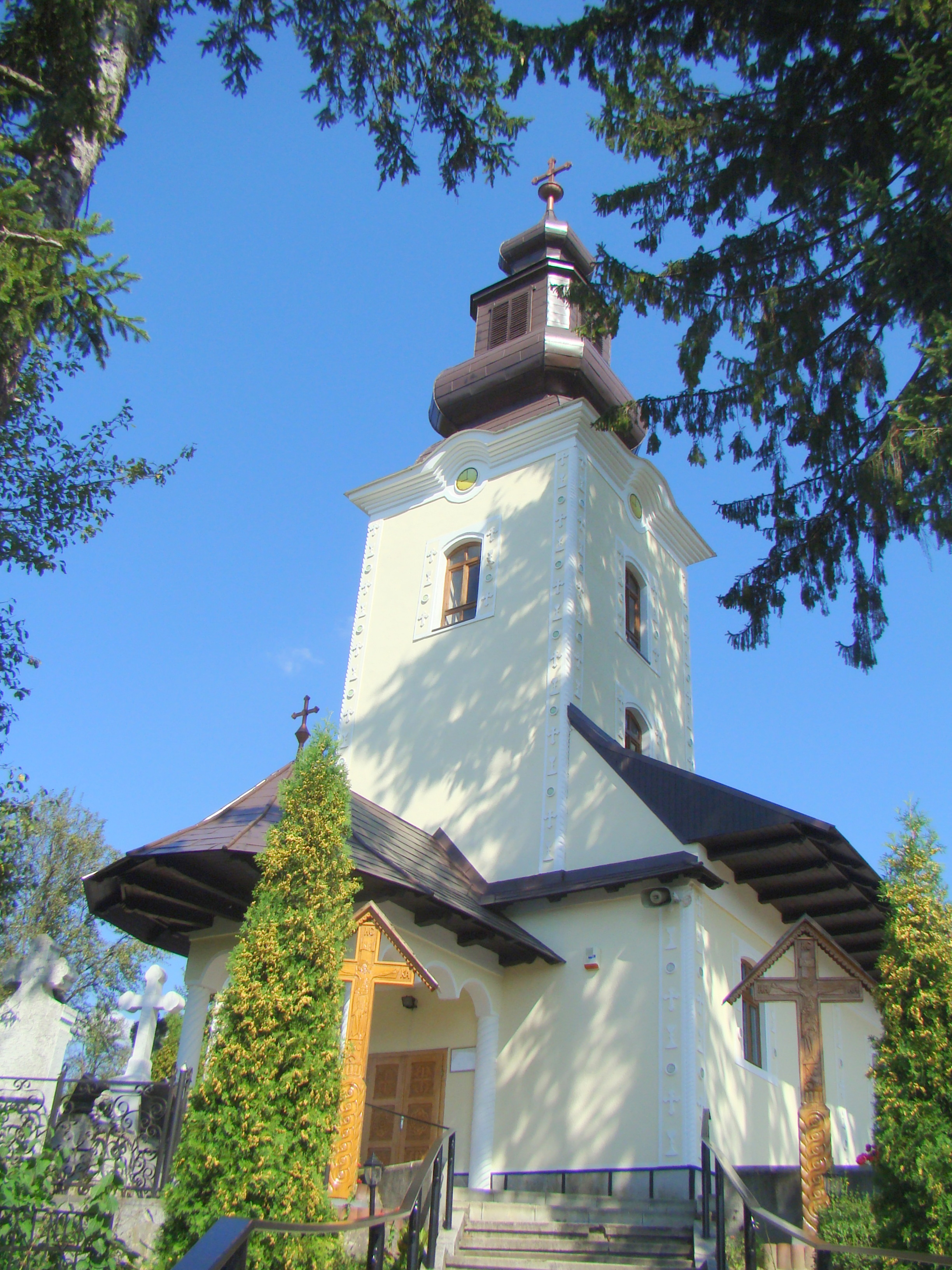
Biserica Sfinţii Arhangheli Mihail şi Gavriil din Ciceu-Giurgești
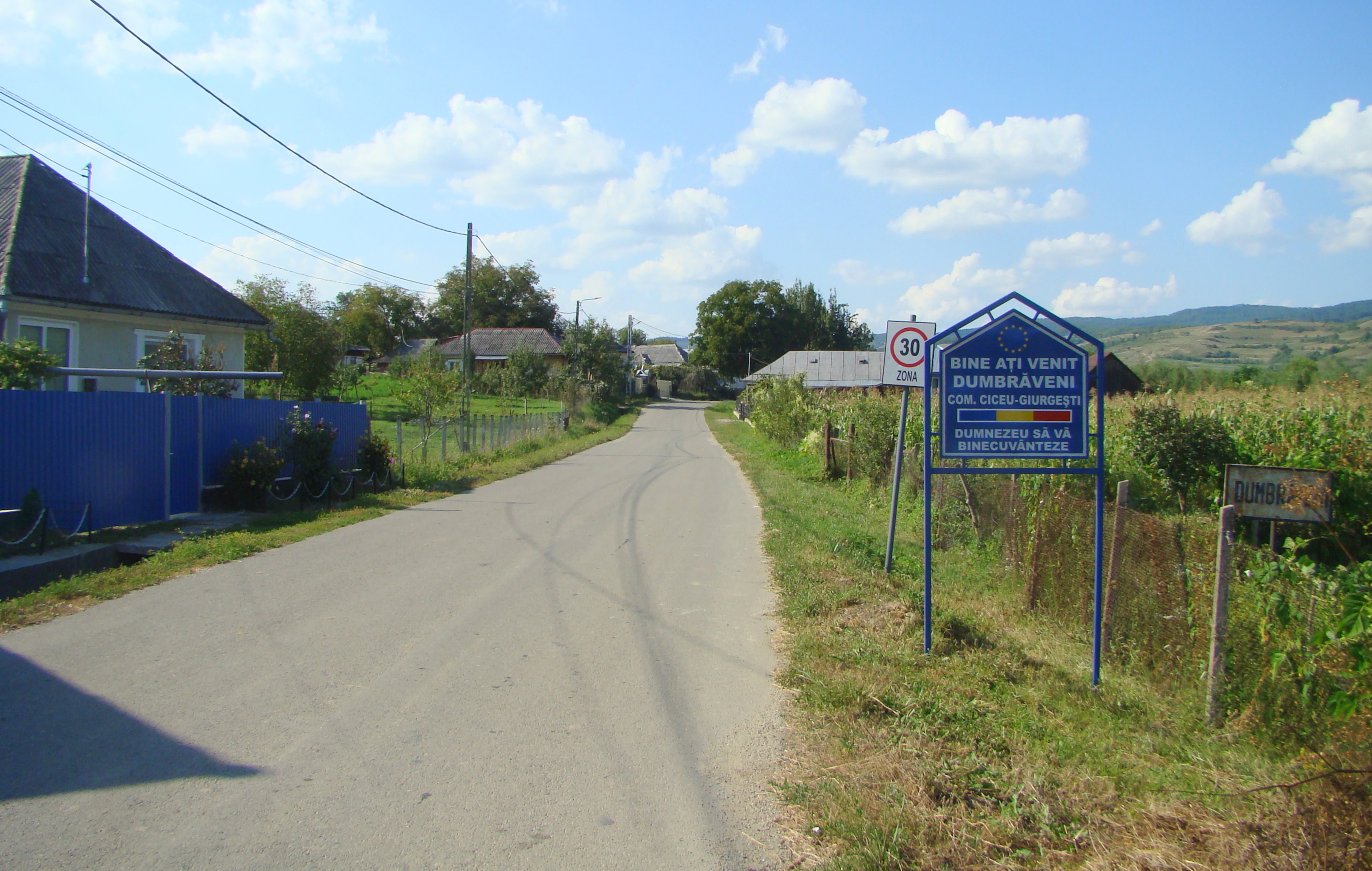
Intrarea în satul Dumbrăveni
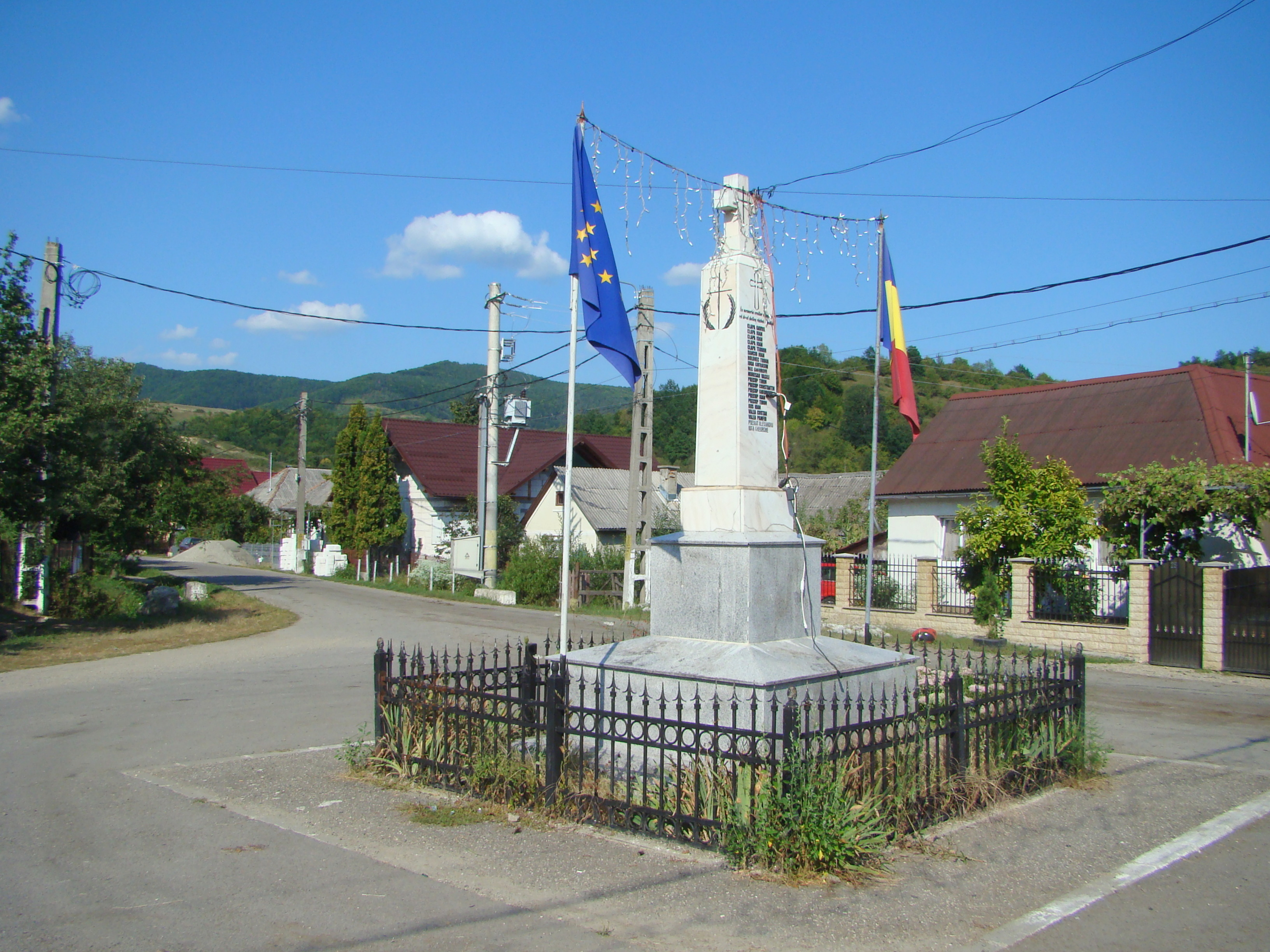
Monumentul eroilor
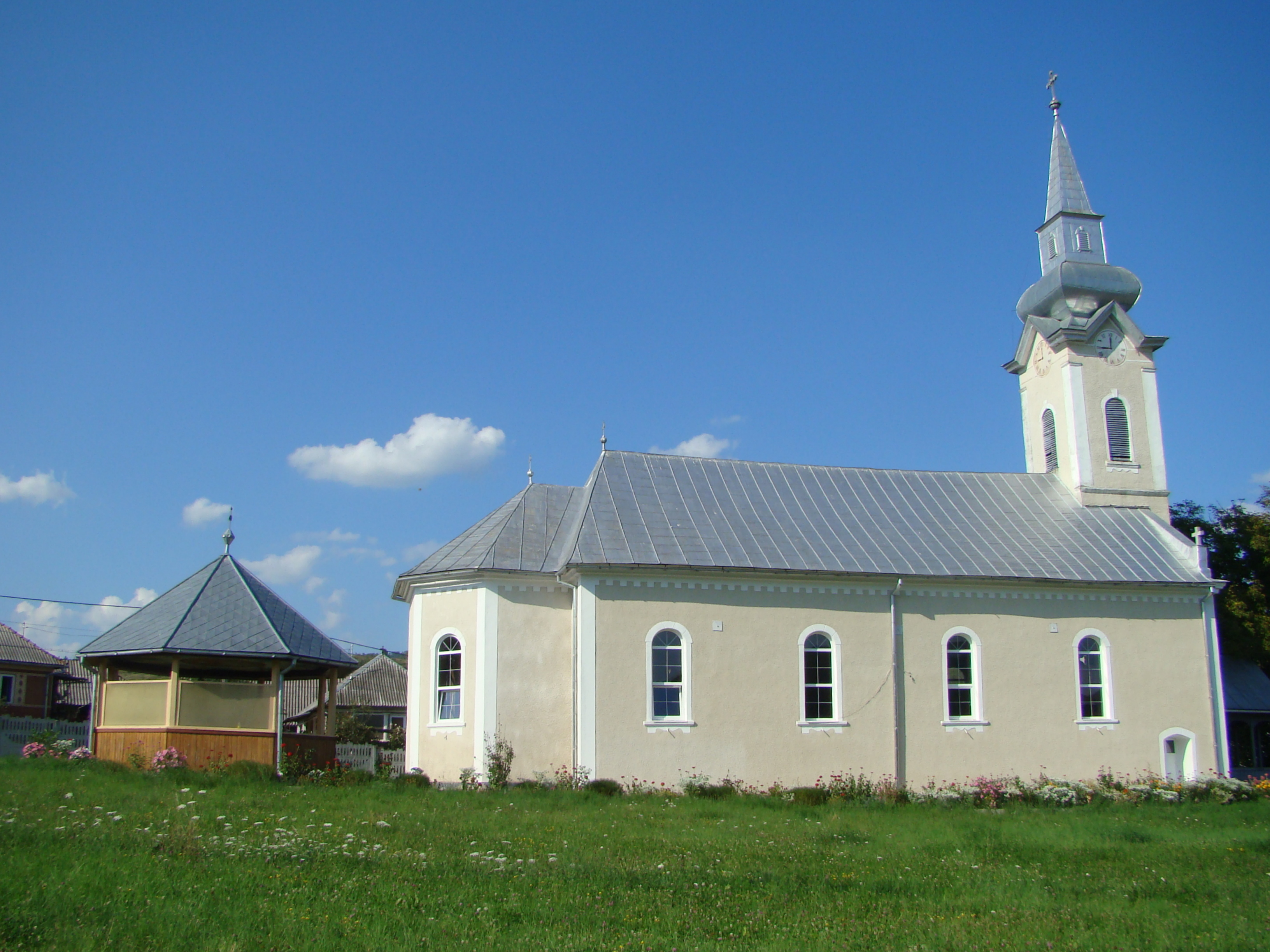
Biserica Sfinţii Arhangheli Mihail şi Gavriil din Dumbrăveni
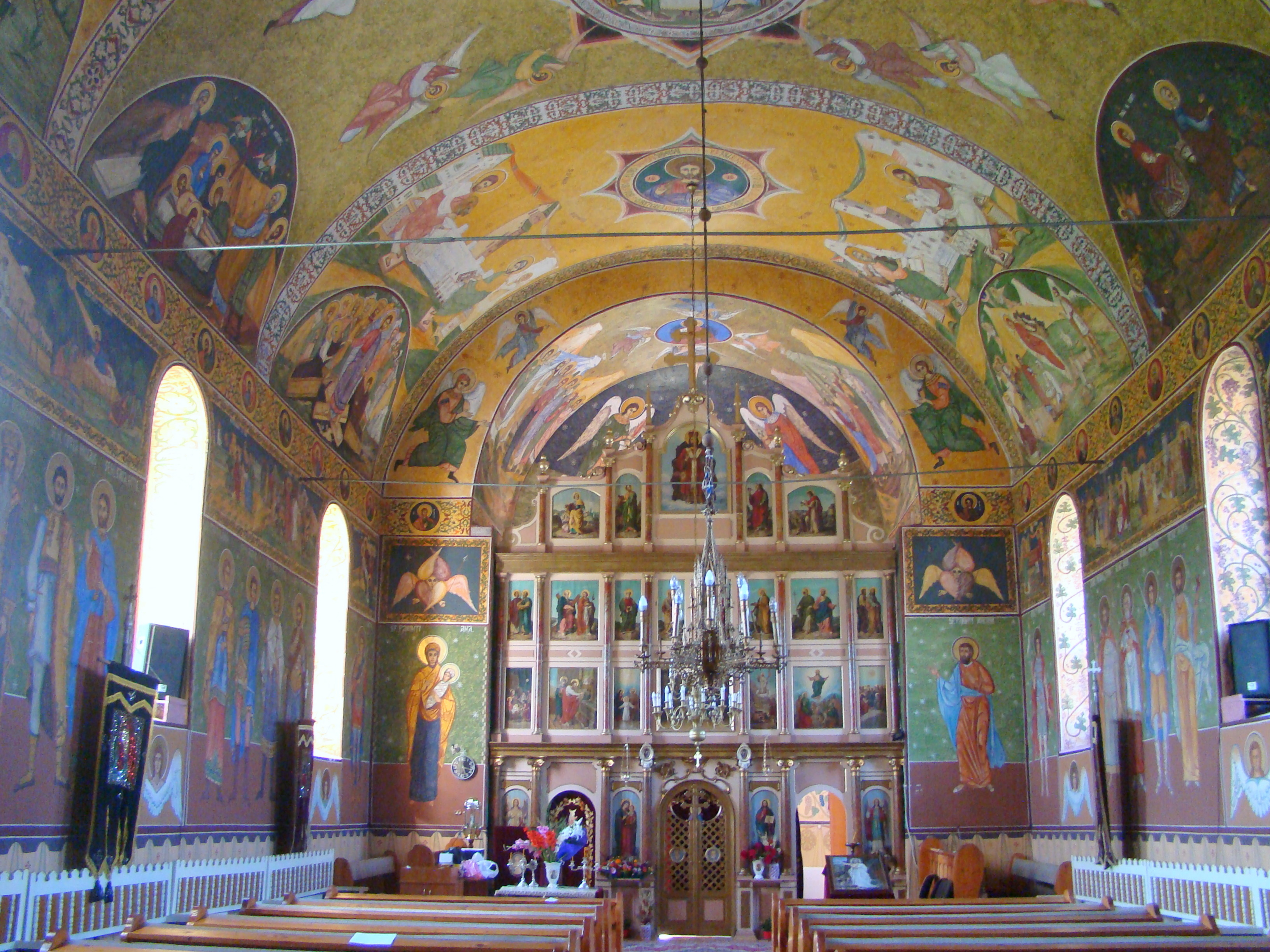
Interiorul
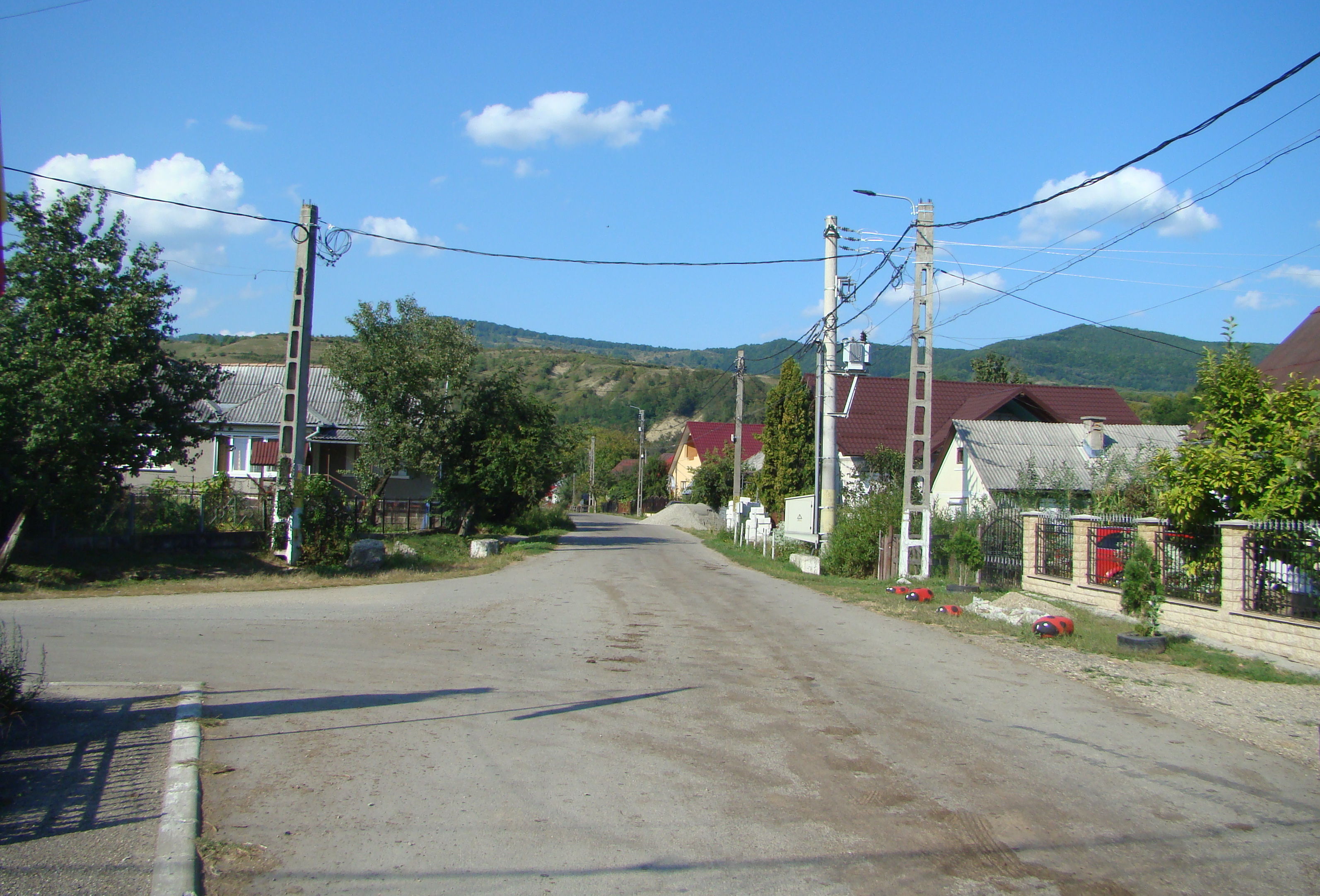
Satul Dumbrăveni